# 南台 (いわき市)
南台（みなみだい）は、福島県いわき市にある町丁である。郵便番号は974-8242。

## 地理
いわき市南部の勿来地区に属する。山田町南東部、勿来市街地へ続く平野部の北側に隣接する高台に日本新土地開発よって住宅地、工業団地が造成された区域が1991年から1995年にかけ分離新設された。区域の南側は住宅地として、北側は工業団地である山田インダストリアルパークとして開発されている。南西部が一丁目、南東部が二丁目、北東部が三丁目、北西部が四丁目であり、一、二丁目が住宅地であり、三、四丁目がいわき大王製紙を核とした工業団地である。植田町内に所在するいわき南警察署及び錦町に所在する勿来消防署がそれぞれ管轄にあたる。

### 主な字
- 一～四丁目

## 歴史
- 1991年 - 1995年にかけて、日本新都市開発による宅地、工業団地造成により山田町より分離新設される[4]。

## 世帯数と人口
2023年10月31日現在の世帯数と人口は以下の通りである。
| 大字 | 世帯数  | 人口   |
| ---- | ------- | ------ |
| 南台 | 503世帯 | 1266人 |

## 小・中学校の学区
市立小・中学校に通う場合、学区は以下の通りとなる。
| 番地 | 小学校               | 中学校               |
| ---- | -------------------- | -------------------- |
| 全域 | いわき市立菊田小学校 | いわき市立植田中学校 |

## 交通

### 道路
- いわき市道滑沢余木田線（地区内を縦貫するメインアクセス路）

## 施設
- いわき大王製紙
- ムラコシ製鋼 いわき南台工場
- 鶴見鋼管
- 勿来学校給食共同調理場